# Isłam Dudajew
Isłam Leczijewicz Dudajew (ros. Ислам Лечиевич Дудаев; ur. 15 stycznia 1995) – rosyjski, a od 2022 roku albański zapaśnik startujący w stylu wolnym, pochodzenia czeczeńskiego. Brązowy medalista olimpijski z Paryża. Zajął dziewiąte miejsce na mistrzostwach świata w 2022 roku. 
Złoty medalista mistrzostw Europy w 2024 i brązowy w 2022, igrzysk śródziemnomorskich w 2022, a także na MŚ U-23 w 2017 i 2018. Trzeci na mistrzostwach Rosji w 2017 roku.